# Grass (Luxemburg)
Grass és una vila de la comuna de Steinfort del districte de Luxemburg al cantó de Capellen. Està a uns 17 km de distància de la Ciutat de Luxemburg.

## Situació
La vila està situada a la vora de la frontera belga, al sud de l'última sortida de l'A4 (E25) i el poble belga de Sterpenich. Està travessada a l'extrem sud pel riu Eisch que rep el Grendel, el seu primer afluent per l'esquerra, i per la línia de l'Attert, pista de bicicleta construïda sobre una antiga línia fèrria.